# هارت‌وود (فیلم)
هارت‌وود یا قلب جنگل (به انگلیسی: Heartwood) فیلمی محصول سال ۱۹۹۸ و به کارگردانی لنی کاتلر است. در این فیلم بازیگرانی همچون جیسون روباردز، هیلاری سوانک، جان تری و راندال باتینکف ایفای نقش کرده‌اند.